# دوغلاس رينالدي
دوغلاس رينالدي (بالبرتغالية: Douglas Rinaldi‏) (29 أغسطس 1979 في البرازيل – )؛ هو لاعب كرة قدم كان يلعب كلاعب وسط.

## وصلات خارجية
- دوغلاس رينالدي على موقع قاعدة بيانات كرة القدم.إي يو (الإنجليزية)
- دوغلاس رينالدي على موقع Soccerbase.com (لاعب) (الإنجليزية)
- دوغلاس رينالدي على موقع Soccerway.com (الإنجليزية)
- دوغلاس رينالدي على موقع عالم كرة القدم.نت (الإنجليزية)